# جبل الزيت (مصر)
جبل الزيت هي منطقة جغرافية مصرية تقع على الضفة الغربية لخليج السويس على ساحل البحر الأحمر على بعد حوالي 80 كم شمال مدينة الغردقة بمحافظة البحر الأحمر، تحتوي على كميات كبيرة من النفط، والتي تظهر على هيئة نشع نفطي، كما تحتوي على كهوف كثيرة خاصة بالقرب من شاطئ البحر يتدفق منها الزيت الخام بالضغط الطبيعي.